# 連基夫 (布斯克區)
50°8′6″N 24°43′9″E / 50.13500°N 24.71917°E
連基夫（烏克蘭語：Леньків），是烏克蘭西部的村莊，隸屬利維夫州的佐洛奇夫區。該村始建於1600年，面積0.84平方公里，海拔高度204米，2001年人口122，人口密度每平方公里145.24人。